# Nowe Miasto Lubawskie
Nowe Miasto Lubawskie (udtale: |ˈnowe ˈmjasto luˈbafskie|; tysk: Neumark i Westpreußen) er en by i det nordlige Polen, beliggende ved floden Drwęca.  Den er administrationsby i  powiat Nowe Miasto Lubawskie i  voivodskabet Warmińsko-mazurskie og har 10.492(2021) indbyggere.

## Geografi
Nowe Miasto Lubawskie ligger på højre (vestlige) bred af  floden Drwęcas øvre løb i Chełmno Land i den historiske region Pommern, omkring 15 km sydvest for byen Lubawa, 70 km sydvest for byen Olsztyn, og 120 km sydøst for regionens hovedstad, Gdańsk.

## Historie
Den tidlige historie involverede bosættelse af tidlige slaviske folk; senere bosatte Gammelpreussere som blev overvundet af  den polske hersker Bolesław Krzywousty.
I 1310 invaderede og besatte den Den Tyske Orden regionen Gdańsk Pommern, og Otto von Luttenberg, kommandør af Culm (Chełmno), grundlagde bosættelsen i 1325. Den var kendt under navnene Nuwenmarkt, Novum Forum og Nowy Targ.
Under den store krig med Den Tyske Orden, i 1410, blev byen kortvarigt en del af Kongeriget Polens krone på grund af lokale kampe, og forblev det indtil Freden i Thorn (1411) (en). I 1440 var byen et stiftende medlem af det Preussiske forbund, en sammenslutning af byer og adel, der modsatte sig ordenens politik og ønskede, at regionen skulle blive en del af Polen. I 1454 bad forbundet den polske kong Kasimir 4. Jagiellon om at indlemme regionen i kongeriget Polen, hvilket kongen gik med til og underskrev stiftelsesloven i Kraków i 1454.